# Списак православних светаца заштитника
Списак православних светаца заштитника представља списак светаца заштитника који у Православној цркви имају заштитничку тј. покровитељску улогу над неким занатима, дневним радњама или другим доменима људског живота.

## Занати
Заштитници занимања (професија) и заната:
- виноградари, винари - свети Трифун
- морнари, рибари - свети Никола
- сточари - свети Власије
- мутавџије - свети Сава
- ужари - свети Сава
- опанчари, обућари - свети Сава
- учитељи - свети Сава
- лекари - свети Козма и Дамјан
- адвокати - свети Јустин Филозоф
- рудари, електричари, пилоти - свети Илија Громовник
- пекари, посластичари - свети Атанасије Велики
- Еснафска слава занатлија - Света Три Јерарха, Свети Спиридон
- кујунџије и железничари - Свети цар Константин и царица Јелена
- уметници, сликари, златари, ветеринари - Свети Апостол Лука
- зидари - Свети Апостол Марко
- војници - Свети Георгије
- ратари, орачи свети Харалампије

## Болести и штеточине
Заштитници против болести и штеточина:
- мишеви - Усековање
- звери - Усековање